# СидЯдома
«#СидЯдома» — российский комедийный телесериал в жанре «screenlife», снятый режиссёром Ольгой Френкель. Премьера состоялась 14 апреля 2020 года на платформе PREMIER, а 25 мая — на телеканале «ТНТ».

## Сюжет
Владелец подмосковной торговой сети «КлинХоз» Геннадий Цветков вместе с другими сотрудниками компании пытается спасти бизнес во время всемирного карантина, ежедневно проводя совещания по видеосвязи.

## В ролях
| Актёр                | Роль                                                        |
| -------------------- | ----------------------------------------------------------- |
| Александр Робак      | Геннадий Борисович Цветков владелец сети хозмагов «КлинХоз» |
| Анна Котова-Дерябина | Юлия секретарша                                             |
| Олеся Железняк       | Татьяна Ильинична бухгалтер                                 |
| Анна Михалкова       | Алла Матвеевна бывшая жена Цветкова                         |
| Юлия Александрова    | Лариса жена Цветкова                                        |
| Гоша Куценко         | Сергей Дергач начальник службы безопасности                 |
| Борис Дергачёв       | Левашов менеджер                                            |
| Михаил Кремер        | Артём глава департамента доставки                           |
| Кирилл Кяро          | Пузин жених Аллы                                            |
| Елена Валюшкина      | Елизавета Семёновна мать Ларисы                             |
| Анна Могуева         | Ирина жена Левашова                                         |
| Андрей Баков         | Андрей сын Цветковых                                        |
| Прохор Сумченко      | Прохор сын Татьяны                                          |
| Фома Сумченко        | Фома сын Татьяны                                            |

## Награды
- 2021 — Профессиональный приз Ассоциации продюсеров кино и телевидения в области телевизионного кино (2021) за лучший комедийный сериал[5]